# Lista de deputados estaduais de Rondônia da 1.ª legislatura
Esta é a lista de deputados estaduais de Rondônia eleitos para a legislatura 1983–1987. Nas eleições estaduais, foram eleitos 24 deputados estaduais.

## Composição das bancadas
| Partido | Líder          | Bancada | Posição  |
| ------- | -------------- | ------- | -------- |
| PDS     | Osvaldo Piana  | 15 / 24 | Governo  |
| PMDB    | Ronaldo Aragão | 9 / 24  | Oposição |

## Deputados Estaduais
Foram eleitos 24 deputados estaduais para a Assembleia Legislativa de Rondônia. Foram apurados 159.412 votos nominais e de legenda (85,73%), 13.523 votos em branco (7,27%) e 13.014 votos nulos (7,00%) resultando no comparecimento de 185.949 eleitores.
| Número | Deputados estaduais eleitos | Partido | Votação | Percentual | Cidade onde nasceu       | Unidade federativa  |
| 11888  | José Bianco                 | PDS     | 8.156   | 4,72%      | Apucarana                | Paraná              |
| 15400  | Tomaz Correia               | PMDB    | 5.441   | 3,15%      | Granja                   | Ceará               |
| 11611  | Genivaldo Souza             | PDS     | 5.311   | 3,07%      | Campos dos Goytacazes    | Rio de Janeiro      |
| 15118  | João Dias                   | PMDB    | 4.901   | 2,83%      | Itumbiara                | Goiás               |
| 15910  | Sadraque Muniz              | PMDB    | 4.706   | 2,72%      | Medina                   | Minas Gerais        |
| 11999  | Francisco Nogueira          | PDS     | 4.372   | 2,53%      | Grossos                  | Rio Grande do Norte |
| 11033  | Jacob Atallah               | PDS     | 4.362   | 2,52%      | Porto Velho              | Rondônia            |
| 11277  | Osvaldo Piana               | PDS     | 4.025   | 2,33%      | Porto Velho              | Rondônia            |
| 11077  | Jô Sato                     | PDS     | 3.785   | 2,19%      | Itacajá                  | Tocantins           |
| 11033  | Manoel Messias              | PDS     | 3.728   | 2,16%      | Recife                   | Pernambuco          |
| 11366  | Arnaldo Martins             | PDS     | 3.720   | 2,15%      | Campo Grande             | Mato Grosso do Sul  |
| 15150  | Ronaldo Aragão              | PMDB    | 3.638   | 2,10%      | Santa Cruz do Capibaribe | Pernambuco          |
| 15615  | Sérgio Carminato            | PMDB    | 3.381   | 1,96%      | Alto Alegre              | São Paulo           |
| 11222  | José do Prado               | PDS     | 3.206   | 1,85%      | Araruna                  | Paraná              |
| 11388  | Silvernani Santos           | PDS     | 3.195   | 1,85%      | Trairi                   | Ceará               |
| 11400  | Zuca Marcolino              | PDS     | 3.144   | 1,82%      | Icó                      | Ceará               |
| 11000  | Marvel Falcão               | PDS     | 3.126   | 1,81%      | Poços de Caldas          | Minas Gerais        |
| 11133  | Walderedo Paiva             | PDS     | 2.966   | 1,72%      | Mossoró                  | Rio Grande do Norte |
| 15369  | Cloter Mota                 | PMDB    | 2.909   | 1,68%      | Recife                   | Pernambuco          |
| 11116  | Heitor Costa                | PDS     | 2.777   | 1,61%      | Uberaba                  | Minas Gerais        |
| 15038  | Jerzy Badocha               | PMDB    | 2.701   | 1,56%      | Soledade                 | Rio Grande do Sul   |
| 11822  | Amizael Silva               | PDS     | 2.677   | 1,55%      | Campina Grande           | Paraíba             |
| 15350  | Amir Lando                  | PMDB    | 2.590   | 1,50%      | Piratuba                 | Santa Catarina      |
| 15200  | Ângelo Angelim              | PMDB    | 2.536   | 1,47%      | Capivari                 | São Paulo           |